# Ahorn-Runzelschorf
Der Ahorn-Runzelschorf (Rhytisma acerinum) ist eine Pilzart aus der Gruppe der Schlauchpilze. Diese Art löst bei Ahorn-Arten die Teerfleckenkrankheit aus.

## Merkmale
Der Fruchtkörper ist ungefähr 10 bis 20 Millimeter breit, seine Oberfläche ist gerunzelt. Er besteht aus rundlichen, schwarzen Stromata. Diese entwickeln sich innerhalb von Ahorn-Blättern und wölben diese auf. Im Frühjahr zeigen sich graue bis blass ockerfarbige, länglich gewundene Fruchtscheiben (Apothecien) an Stellen, an denen die Oberfläche der Blätter aufreißt. Die Sporen messen 50 bis 75 × 1,8 bis 2 Mikrometer. Sie sind hyalin, lang fadenförmig, glatt und ihr Inhalt ist gekörnt. Die Asci sind zylindrisch-keulig. Die Paraphysen sind fädig. An ihrer Spitze sind sie oft gekrümmt oder gegabelt.

## Vorkommen
Die Art wächst auf den Blättern von Ahorn-Arten, insbesondere auf Spitz-Ahorn (Acer platanoides) und Berg-Ahorn (Acer pseudoplatanus). Im Spätherbst ist häufig die Konidienform zu sehen, die Hauptfruchtform tritt im Frühjahr auf und ist seltener.

## Bedeutung
Der Pilz bildet große schwarze Flecken mit auffälligem gelbem Rand aus. Die Pilze sind für den Baum ungefährlich, da sie erst kurz vor dem Laubfall auftreten.
Die frühere Annahme, die Teerfleckenkrankheit wäre ein Weiser für Reinluftgebiete, lässt sich nicht belegen. Diese Korrelation lässt sich vielmehr auf die jährlich Laubentfernung in städtischen Parks etc. zurückzuführen, die den Entwicklungszyklus des Pilzes unterbricht.